# Siempre nos quedará mañana
Siempre nos quedará mañana (en Argentina, Siempre habrá un mañana;título original en italiano, C'è ancora domani) es una película italiana de 2023, escrita, dirigida y protagonizada por Paola Cortellesi en su debut como directora.
La película fue presentada en la 18ª edición del Festival de Cine de Roma, compitiendo en la categoría Progressive Cinema - Visioni per il mondo di domani (tdl. ‘Cine progresivo - Visiones para el mundo del mañana’) y donde obtuvo dos premios, incluido el Premio Especial del Jurado y una mención especial como Mejor Ópera Prima. Posteriormente recibió el premio a la Película del Año en los Nastri d'argento 2024.
La película fue un éxito de taquilla en Italia, apreciada tanto por la crítica italiana como extranjera por la dirección y actuación de los actores Paola Cortellesi, Vinicio Marchioni, Valerio Mastandrea, Enmanuela Fanelli, Giorgio Colangeli o Romana Maggiora, y con una magnífica banda sonora a la que acompaña una selección de canciones de la época acertadísimas, así también por los temas abordados relacionados como la cultura patriarcal, la violencia de género y los derechos de las mujeres.Ha sido reconocida entre las mejores películas de 2023.

## Argumento
Roma, mayo de 1946. La ciudad está dividida, al igual que el resto de Italia, entre la pobreza y la trágica devastación bélica dejada por la Segunda Guerra Mundial. Las unidades militares aliadas ocupan las calles y el deseo de cambio, alimentado por el inminente referéndum institucional sobre la República y la elección del Asamblea Constituyente de 2 y 3 de junio, es palpable.
Delia está casada con Ivano, quien regularmente la golpea, y la somete a constante acoso y humillaciones; la pareja tiene tres hijos. La hija mayor, Marcella, a punto de comprometerse, desprecia a su madre por la pasividad con la que sufre los abusos conyugales. La jornada de Delia se divide entre tareas domésticas, y diversos trabajos mal remunerados como costurera, remiendos de ropa interior, empleada doméstica, limpieza y aplicación de inyecciones en casa además de reparaciones de paraguas. Los únicos alivios son su amistad con Marisa, una verdulera ingeniosa y optimista, y Nino, por quien tuvo un tierno cariño en el pasado. Nino, mecánico y expartisano, le sugiere escapar con él a Lombardía en busca de mejores oportunidades laborales y vitales.
Un día Delia le devuelve una foto familiar al soldado afroestadounidense William, quien le agradece ofreciéndole una barra de chocolate. Después de varios encuentros, William se ofrece a ayudarla al notar los moretones en su cuerpo. Además, Delia recibe una carta cuyo contenido no se revela y, aunque inicialmente piensa desecharla, decide conservarla. Mientras tanto, Marcella organiza su boda con Giulio, el joven vástago de una familia adinerada, dueño de un bar en la zona. Ivano apoya este matrimonio, intuyendo los beneficios económicos que podrían derivarse de él. Sin embargo, al presenciar un episodio en el que Giulio amenaza a Marcella, Delia comprende que su hija va a tener un matrimonio similar al suyo, en el que sería regularmente acosada y humillada. Con la ayuda de William, consigue arruinar los planes matrimoniales de la pareja.
Aunque estaba decidida a escapar con Nino el 2 de junio, Delia se ve obligada a postergar sus planes cuando su suegro muere repentinamente esa misma mañana. Aunque intente ocultar la noticia a su familia, se ve atrapada en el velatorio y obligada a permanecer más tiempo en casa. Al día siguiente, antes de salir de casa, Delia le deja el dinero que había ahorrado a Marcella para que pueda proseguir sus estudios y se propone finalmente cumplir lo que había planeado: acude en secreto a las urnas para votar al referéndum sobre la república y elegir la Asamblea constituyente, su primera experiencia de voto, como para las demás mujeres de Italia. Habiendo perdido accidentalmente su tarjeta electoral en casa, encontrada primero por Ivano y luego por Marcella, se ve perseguida por ambos: Marcella le devolverá el documento válido a tiempo para emitir su voto. Al ver a Ivano dirigirse hacia ella, Delia piensa en salir corriendo, pero en el último momento se detiene y gira para mirarlo, imitada por las demás mujeres presentes, lo que hace que su marido se vaya.

## Reparto
- Paola Cortellesi como Delia, protagonista de la película
- Romana Maggiora Vergano como Marcella Santucci, hija mayor del matrimonio
- Yonv Joseph como William, un soldado estadounidense que ayuda a Delia
- Valerio Mastandrea como Ivano Santucci, marido de Delia
- Giorgio Colangeli como Sor Ottorino Santucci, el anciano suegro de Delia que vive en la casa de la pareja
- Emanuela Fanelli como Marisa, verdulera y amiga de Delia
- Vinicio Marchioni como Nino
- Gabriele Paolocà como Peppe
- Francesco Centorame como Giulio Moretti
- Lele Vannoli como Alvaro
- Paola Tiziana Cruciani como Sora Franca
- Alessia Barela como Orietta
- Federico Tocci como Mario Moretti
- Priscilla Micol Marino como Sora Giovanna
- Maria Chiara Orti como Sora Rosa
- Silvia Salvatori como Sora Elvira
- Mattia Baldo como Sergio
- Gianmarco Filippini como Franchino

## Banda sonora
La banda sonora fue realizada por Lele Marchitelli, y alterna composiciones originales con canciones ya existentes.

### Canciones
1. Aprite le finestre (Fiorella Bini)
2. Calvin (Jon Spencer Blues Explosion)
3. M'innamoro davvero (Fabio Concato)
4. Irrequietezza (Lele Marchitelli)
5. La lettera (Lele Marchitelli)
6. Nessuno (Musica Nuda)
7. Perdoniamoci (Achille Togliani)
8. Nella città (Lele Marchitelli)
9. La sera dei miracoli (Lucio Dalla)
10. Ansia e dolore (Lele Marchitelli)
11. C'è ancora domani (Lele Marchitelli)
12. B.O.B. (Bombs Over Baghdad) (OutKast)
13. A bocca chiusa (Daniele Silvestri)
14. The little things (The Big Gigantic con Angela McCluskey)
15. Swinging on the right side (Lorenzo Maffia y Alessandro La Corte)
16. Tu sei il mio grande amor (Lorenzo Maffia, Alessandro La Corte y Enrico Rispoli)

## Lanzamiento
Se estrenó como película de apertura del Festival de Cine de Roma de 2023, y luego ha sido lanzada en los cines italianos el 26 de octubre de 2023;el 31 de marzo de 2024 la película se ha estrenado en Netflix y Now en Italia. A nivel internacional los derechos han sido comprados por distribuidores de 18 países, con varias fechas de estreno a lo largo de 2024. 
| Estado       | Fecha de estreno                          |
| ------------ | ----------------------------------------- |
| Italia       | 18 de octubre de 2023                     |
| Italia       | 26 de octubre de 2023                     |
| Suiza        | 26 de octubre de 2023 (Cantón del Tesino) |
| Suiza        | 13 de marzo de 2024 (Romandia)            |
| Suiza        | 4 de abril de 2024 (Suiza alemana)        |
| Suecia       | 29 de enero de 2024                       |
| Suecia       | 1 de marzo de 2024                        |
| Marruecos    | 13 de marzo de 2024                       |
| Francia      | 13 de marzo de 2024                       |
| Bélgica      | 15 de marzo de 2024                       |
| Países Bajos | 21 de marzo de 2024                       |
| Alemania     | 4 de abril de 2024                        |
| Austria      | 4 de abril de 2024                        |
| Argentina    | 11 de abril de 2024                       |
| Ecuador      | 26 de abril de 2024                       |
| España       | 26 de abril de 2024                       |
| Irlanda      | 26 de abril de 2024                       |
| Reino Unido  | 26 de abril de 2024                       |
| Portugal     | 9 de mayo de 2024                         |
| Polonia      | 24 de mayo de 2024                        |
| Colombia     | 29 de agosto de 2024                      |
| Australia    | 28 de noviembre de 2024                   |
| Noruega      | 25 de diciembre de 2024                   |

## Recepción

### Recaudación en taquilla
Siempre nos quedará mañana ocupó la primera posición de taquilla el fin de semana del 26-29 de octubre, con una recaudación de 1,6 millones de euros, convirtiéndose así en la película italiana con mejor debut de 2023.
Con 5 412 509 entradas vendidas y una recaudación total de 36 639 576 € se ha convertido en la película más vista y más taquillera en Italia del año 2023 y de la temporada 2023-2024. Es la novena película más taquillera en la historia de Italia y la quinta entre las películas de producción nacional. Posteriormente, la película se distribuyó también en Francia, donde ganó 914 292€,  800 000 de los cuales solo en el fin de semana de su debut, lo que la sitúa en el tercer lugar detrás de Dune: Part Two y One Life.

### Crítica
La película ha sido recibida positivamente por la crítica cinematográfica italiana e internacional, que valoró la dirección y el guion al abordar cuestiones relacionadas con el feminismo y el patriarcado,así como las habilidades interpretativas de los actores, en particular de la propia Cortellesi, Valerio Mastandrea y Romana Maggiora Vergano. La película fue considerada entre los mejores proyectos cinematográficos italianos de 2023, ocupando el segundo lugar según Rolling Stone Italia, el tercero según Panorama,el séptimo según Cinematographe, y el undécimo según Movieplayer.it.
Paolo Mereghetti, en una reseña sobre la película para el Corriere della Sera, escribe que el trabajo de Paola Cortellesi es «definitivamente extraordinario» ya que las elecciones de dirección «intentan encontrar un equilibrio inesperado entre un tono realista y otro más ejemplar y didáctico», constatando en algunas soluciones cierta «ingenuidad», pero reconociendo que son «consecuencia de la ambición y la originalidad puestas en juego». El crítico afirma que la película pretende «ampliar el debate sobre Delia y las otras mujeres hacia una dimensión que ya no sea sólo individual, sino finalmente colectiva y social», añadiendo que, a pesar de abordar cuestiones «de violencia y maltrato», el proyecto «nunca los muestra en su crudo realismo». Boris Sollazzo, de The Hollywood Reporter Roma, aprecia la capacidad de la directora para realizar «los planos, especialmente los más enfáticos y paroxísticos, de manera contraintuitiva, para subrayar la normalidad de un paseo o de una discusión», mientras que la fotografía y el montaje son «lo suficiente abruptos, siguiendo un lenguaje también visual de la época, aunque con rasgos y algunas soluciones de dirección modernas.»
Cristina Battocletti, de Il Sole 24 Ore, afirma que Cortellesi como directora «sigue la estela de un civismo que caracteriza toda su carrera», que demuestra «inteligencia también a la hora de hacer suya la lección de la Commedia all'italiana» y de personificar a «una máscara muy original en el sentido noble de la comedia del arte». Alessandro De Simone de Ciak también escribe que la película se basa en el género de la comedia con una «valiente contaminación entre musicales, neorrealismo [italiano] y posmodernismo» y «en cierto punto, casi se inclina hacia las historias de detectives». El periodista subraya que aunque no todo resulte equilibrado, el guion «aporta un nivel cinematográfico superior» al proyecto, apreciando «los ritmos cómicos y todas las interpretaciones», especialmente las de Emanuela Fanelli, Paola Tiziana Cruciani y «la hermosa sorpresa» de Romana Maggiore Vergano.
Piera Detassis de Elle Italia considera que la película «obviamente mira con amor el neorrealismo pero es completamente contemporánea», calificándola de «convincente».Un comentario similar procede de Federico Pontiggia, de Cinematographe, que sostiene que la película «sabe maniobrar entre lo cómico y lo trágico y evocar sin demasiadas pretensiones el neorrealismo rosa, y por tanto la comedia italiana en los personajes humanos, en la decoración, en la clima sociocultural».Gabriele Niola de Esquire, sin embargo, plantea algunas objeciones al éxito de algunas secuencias de la película, citando una escena que «intenta una difícil unión entre danza y violencia» y, «aunque su intención de contar las raíces de esa violencia es clara, en cualquier caso es torpe.» Sin embargo, el mismo periodista afirma también que, a diferencia de la «banalidad sin ideas de las comedias italianas», Siempre nos quedará mañana es «muy vivaz a nivel de la dirección» y «llena de ira», «como todos los mejores debuts».
Luisa Garribba Rizzitelli del HuffPost Italia cree que la película presenta «algo revolucionario y lleno de esperanza», ya que no está dirigida «a las mujeres [...], sino a sus compañeros, sus hermanos, sus padres, [que] no pueden evitar verse reflejados en la secuencia de episodios despiadados: el poder masculino excesivo desvirtuado por los privilegios de la cultura todavía patriarcal». Rizzitelli sostiene que Cortellesi «no muestra un tiempo pasado, sino el espejo de lo que todavía está ahí hoy» al imponer en el final de la película «a los hombres, precisamente, decidir de qué lado tomar, determinando su propia posición respecto a las luchas de feminismo.»

### Premios y nominaciones
| Premio                        | Edición (año) | Categoría                                              | Nominados                                                          | Resultado | Ref.          |
| ----------------------------- | ------------- | ------------------------------------------------------ | ------------------------------------------------------------------ | --------- | ------------- |
| Ciak d'oro                    | 38ª (2023)    | Mejor actor protagonista                               | Valerio Mastandrea                                                 | Nominado  | [ 45 ]        |
| Ciak d'oro                    | 38ª (2023)    | Revelación del año                                     | Romana Maggiora Vergano                                            | Nominada  | [ 45 ]        |
| Ciak d'oro                    | 38ª (2023)    | Mejor cartel de cine                                   | Siempre nos quedará mañana                                         | Nominada  | [ 45 ]        |
| Festival de Cine de Roma      | 18ª (2023)    | Progressive Cinema – Visioni per il mondo di domani    | Siempre nos quedará mañana                                         | Ganadora  | [ 13 ]        |
| Festival de Cine de Roma      | 18ª (2023)    | Miglior Opera Prima BNL - BNP Paribas                  | Siempre nos quedará mañana                                         | Ganadora  | [ 13 ]        |
| Festival de Cine de Roma      | 18ª (2023)    | Premio del público                                     | Siempre nos quedará mañana                                         | Ganadora  | [ 13 ]        |
| Nastro d'Argento              | 79ª (2024)    | Película del año                                       | Siempre nos quedará mañana                                         | Ganadora  | [ 7 ] [ 8 ]   |
| Festival del Cine de Göteborg | 47ª (2024)    | Premio Dragón a la mejor película internacional        | Siempre nos quedará mañana                                         | Ganadora  |               |
| Premio David de Donatello     | 69 (2024)     | Mejor película                                         | Siempre nos quedará mañana                                         | Nominada  | [ 46 ] [ 47 ] |
| Premio David de Donatello     | 69 (2024)     | David Giovani (otorgado por jóvenes)                   | Siempre nos quedará mañana                                         | Nominada  | [ 46 ] [ 47 ] |
| Premio David de Donatello     | 69 (2024)     | David dello spettatore (otorgado por los espectadores) | Siempre nos quedará mañana                                         | Ganadora  | [ 46 ] [ 47 ] |
| Premio David de Donatello     | 69 (2024)     | Mejor debut a la dirección                             | Paola Cortellesi                                                   | Ganadora  | [ 46 ] [ 47 ] |
| Premio David de Donatello     | 69 (2024)     | Mejor actriz protagonista                              | Paola Cortellesi                                                   | Ganadora  | [ 46 ] [ 47 ] |
| Premio David de Donatello     | 69 (2024)     | Mejor actor protagonista                               | Valerio Mastandrea                                                 | Nominado  | [ 46 ] [ 47 ] |
| Premio David de Donatello     | 69 (2024)     | Mejor actriz secundaria                                | Emanuela Fanelli                                                   | Ganadora  | [ 46 ] [ 47 ] |
| Premio David de Donatello     | 69 (2024)     | Mejor actriz secundaria                                | Romana Maggiora Vergano                                            | Nominada  | [ 46 ] [ 47 ] |
| Premio David de Donatello     | 69 (2024)     | Mejor actor secundario                                 | Giorgio Colangeli                                                  | Nominado  | [ 46 ] [ 47 ] |
| Premio David de Donatello     | 69 (2024)     | Mejor actor secundario                                 | Vinicio Marchioni                                                  | Nominado  | [ 46 ] [ 47 ] |
| Premio David de Donatello     | 69 (2024)     | Mejor guion original                                   | Furio Andreotti, Giulia Calenda y Paola Cortellesi                 | Ganadora  | [ 46 ] [ 47 ] |
| Premio David de Donatello     | 69 (2024)     | Mejor productor                                        | Mario Gianani y Lorenzo Gamgarossa (Wildside)                      | Nominados | [ 46 ] [ 47 ] |
| Premio David de Donatello     | 69 (2024)     | Mejor director de fotografía                           | Davide Leone                                                       | Nominado  | [ 46 ] [ 47 ] |
| Premio David de Donatello     | 69 (2024)     | Mejor escenografía                                     | Paola Comencini y Fiorella Cicolini                                | Nominadas | [ 46 ] [ 47 ] |
| Premio David de Donatello     | 69 (2024)     | Mejor maquillaje                                       | Ermanno Spera                                                      | Nominado  | [ 46 ] [ 47 ] |
| Premio David de Donatello     | 69 (2024)     | Mejor peluqería                                        | Teresa di Serio                                                    | Nominada  | [ 46 ] [ 47 ] |
| Premio David de Donatello     | 69 (2024)     | Mejor sonido                                           | Filippo Porcari, Alessandro Feletti, Luca Anzellotti y Paolo Segat | Nominados | [ 46 ] [ 47 ] |
| Premio David de Donatello     | 69 (2024)     | Mejor compositor                                       | Lele Marchitelli                                                   | Nominado  | [ 46 ] [ 47 ] |
| Premio David de Donatello     | 69 (2024)     | Mejor diseño de vestuario                              | Alberto Moretti                                                    | Nominado  | [ 46 ] [ 47 ] |
| Premio David de Donatello     | 69 (2024)     | Mejor montaje                                          | Valeria Mariani                                                    | Nominada  | [ 46 ] [ 47 ] |